# سیارک ۸۶۷۹
سیارک ۸۶۷۹ (به انگلیسی: 8679 Tingstade، نامگذاری:1992EG8) هشت هزار و ششصد و هفتاد و نهمین سیارک کشف شده‌است که در ۲ مارس ۱۹۹۲ کشف شد.
قدر مطلق سیارک برابر ۱۳٫۱۰ است.